# Erina sepicana
Erina sepicana är en fjärilsart som beskrevs av Embrik Strand 1913. Erina sepicana ingår i släktet Erina och familjen juvelvingar. Inga underarter finns listade i Catalogue of Life.